# Quintus Mucius Scaevola Pontifex
Quintus Mucius Scaevola, kallad Pontifex Maximus, död 82 f.Kr., var en romersk politiker.
Quintus Mucius blev ståthållare i provinsen Asia 98 f.Kr., och visade sig där som ett mönster av redlighet och oegennytta. År 95 f.Kr. blev han konsul och 89 f.Kr. pontifex maximus. Av sin lärjunge Cicero prisas Quintus Mucius som en framstående talare och jurist och utgav en systematisk samling av rättsregler i 18 böcker. Quintus Mucius mördades under inbördesstriderna 82 f. Kr.